# Alberto Hemsi

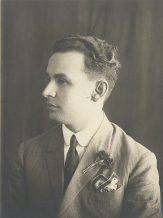
Alberto Hemsi

Alberto Hemsi (* 27. Juni 1898 in Kasaba, Osmanisches Reich; † 8. Oktober 1975 in Aubervilliers in der Nähe von Paris) war ein jüdisch-sephardischer Komponist, Musikethnologe, Chasan und Chorleiter.

## Leben
Alberto Hemsi wurde in einer jüdischen Familie sephardischer Herkunft geboren, die ursprünglich aus dem italienischen Livorno stammte und daher die italienische Staatsangehörigkeit besaß. Er ging zunächst auf eine Schule der Alliance Israélite Universelle in seiner Heimatstadt, bevor er im Alter von 10 Jahren zu seinem Onkel nach Smyrna geschickt wurde. An der Musikschule der Israelitischen Musikgesellschaft (Société Musicale Israélite) in Smyrna lernte er Flöten-, Klarinetten- und Posaunenspiel, jedoch interessierte er sich am meisten für Klavier. 1913 bekam er ein Stipendium der Société Musicale Israélite für ein Musikstudium im Ausland und ging nach Mailand. Am Conservatorio Giuseppe Verdi studierte Hemsi Klavier, Komposition und Musiktheorie. Zu seinen Lehrern gehörten Marco Enrico Bossi und Carlo Perinello. 1917 wurde Hemsi als italienischer Staatsbürger in die Armee eingezogen und bereits im Mai schwer am Arm verwundet, wodurch die geplante Laufbahn als Konzertpianist unmöglich wurde. Nach dem Krieg beendete er seine Studien in Mailand und kehrte nach Smyrna zurück.
Zwischen 1920 und 1923 lehrte Alberto Hemsi Theorie, Klavier und Chorgesang in Smyrna. 1924 nahm er eine Stelle als Dolmetscher am italienischen Konsulat auf der Insel Rhodos an. Dort wirkte er auch als Klavierlehrer, unter anderem unterrichtete er drei Töchter des Bankiers Ruben Capelluto. Die jüngste von ihnen, Myriam Capelluto, wurde 1930 seine Frau, das Ehepaar bekam drei Töchter.
1928 wurde Hemsi zum Musikdirektor und Chorleiter der größten Synagoge des Mittleren Ostens – der Eliyahu-Hanavi-Synagoge in Alexandria, wo er außerdem Chorleitung und Musiktheorie am Conservatoire de Musique d’Alexandrie lehrte. Hemsi spielte eine prominente Rolle im Musikleben Ägyptens jener Zeit. 1932 nahm er an einer Konferenz zu arabischer Musik in Kairo teil, zu der bedeutende Komponisten wie Paul Hindemith, Béla Bartók, Egon Wellesz, Jenö Takacs (der seit 1927 als Professor für Klavier am Konservatorium in Kairo wirkte), Erich von Hornbostel u. a. eingeladen wurden. Ende der 1920er Jahre gründete er einen eigenen Musikverlag, Édition orientale de musique, in dem Werke der in Ägypten lebenden Komponisten erschienen.
Als Alexandria 1941 von deutschen Truppen besetzt wurde, floh Hemsi mit seiner Familie nach Kairo. In dieser Zeit erkrankte er an Diabetes. Erst 1945 konnte er seine Arbeit in Alexandria wieder aufnehmen. Nach dem Militärputsch und der Machtergreifung Gamal Abdel Nassers 1954 verschlechterte sich die politische Lage in Ägypten zunehmend. Hemsi war als Jude und als italienischer Staatsbürger gleich doppelt gefährdet. Nach der Suezkrise entschied er sich schließlich, Ägypten zu verlassen, und ging 1957 nach Frankreich, wo er seine Existenz neu aufbauen musste. Hemsi wurde zum Musikdirektor von zwei sephardischen Synagogen, Brith Shalom und Don Isaac Abarvanel. Auf Einladung von Léon Algazi, dem Leiter der Musikabteilung des Séminaire israélite de France, unterrichtete Hemsi an diesem Rabbiner- und Kantorenseminar sephardische liturgische Musik.
In seinen letzten Lebensjahren genoss Hemsi eine wachsende Anerkennung der Fachwelt. 1973 wurde er zum „Académico correspondiente“ der spanischen Real Academia de Bellas Artes de San Fernando ernannt. Der feierlichen Zeremonie in Madrid konnte er aus gesundheitlichen Gründen aber nicht mehr persönlich beiwohnen. 1975 starb Hemsi an Lungenkrebs.

## Werk
Alberto Hemsi war der erste Musiker, der sich künstlerisch mit der Volksmusik sephardischer Juden beschäftigte. Mit seiner ethnographischen Tätigkeit trug er außerdem wesentlich zum Erhalt dieser jahrhundertealten mündlichen Tradition bei, deren Existenz damals bereits durch Assimilations- und Akkulturationsprozesse vom Aussterben bedroht war. Über den Beginn seines Interesses für traditionelle sephardische Musik erinnerte er sich später:

„Als ich nach sieben Jahren wieder [aus Mailand] zurückkam, ging ich meine Großmutter mütterlicherseits besuchen, und um ihrer Freude über das Wiedersehen Ausdruck zu verleihen sang sie mir zwei alte romances, die wir von zu Hause gekannt hatten. Diese zwei Lieder bewegten mich und erweckten so meine Neugier, dass ich andere kennenlernen wollte, sogar um den Preis, ein heimatloser Wanderer zu werden, so eifrig war ich, eine Welt zu erkunden, die ich vor meinem Abschied kaum wahrgenommen hatte... eine Welt, deren Geschichte, poetischer Reichtum und Vielfalt an Melodien sie zu so einem verzaubernden literarischen und musikalischen Phänomen machen.“

Sein Lebenswerk ist die Sammlung Coplas sefardies (1932–1973) aus 10 Heften mit insgesamt 60 Stücken für Gesang und Klavier auf der Grundlage sephardischer Lieder, die Hemsi auf seinen ethnographischen Expeditionen in der Türkei (in Anatolien, Smyrna und Istanbul), auf der Insel Rhodos und in Saloniki gesammelt hatte. In dieser Sammlung verarbeitete er das traditionelle Material auf eine höchst originelle Weise. Den besonderen Reiz dieser Kompositionen bildet eine eigentümliche Verbindung zwischen den improvisationsartigen, ursprünglich mündlichen Volksliedvorlagen und den strengen europäischen Formen – eine spezielle kompositorische Aufgabe, über die Hemsi schrieb:

„Poesie und Musik, vereint in der Freiheit von Form und Bewegung, folgen nicht der Herrschaft der Zahlen. Genauso, wie die Poesie ihre Geschichte in unzählbaren Versen erzählt, singt die Musik ihre Geschichte in Klängen ohne Taktstriche. ... Deshalb zeichnet sich dieser Gesang durch Improvisation und ständig veränderte Variation aus. Ursprünglich aus dem Osten, kehrt er dorthin zurück, nachdem er durch Sepharad gezogen ist. Niemals aufgeschrieben oder notiert, ist es ein natürlicher Gesang, erdacht anhand von Klängen und nicht Noten. Dies ist meiner Meinung nach der grundsätzliche, ja hauptsächliche Unterschied zwischen natürlicher und gelehrter Musik, zwischen populärer Musik und Kunstmusik, zwischen oraler und schriftlicher Musik, zwischen östlicher und westlicher Musik.“

Die meisten dieser monodischen und modalen Lieder harmonisierte er – dabei ihrem musikalischen Gehalt folgend – nicht aus. Darüber hinaus hinterließ Hemsi viele vokale und kammermusikalische Kompositionen (teilweise als instrumentale Versionen einiger Coplas sefardies), sowie zahlreiche Arbeiten auf dem Gebiet der synagogalen Musik (Bearbeitungen und eigene Werke).

## Diskographie
Von allen Kompositionen Hemsis wurden bislang nur einige Lieder aus dem Zyklus Coplas sefardies auf Tonträger aufgenommen. Das Diaspora-Museum Beit Hatefutsot in Tel Aviv publizierte 1990 eine CD mit Mira Zakai und Menachem Wiesenberg. Das Institut Européen des Musiques Juives (IEMJ), an dem Hemsis Nachlass aufbewahrt wird, brachte 2005 eine weitere Auswahl an Coplas sefardies heraus, diese Interpretation betont den volkstümlichen Charakter der Gesänge.
2019 wurde die erste Gesamteinspielung von Alberto Hemsis Liedern veröffentlicht. Die erste CD (ROP6155) umfasst Hemsis Coplas Sefardies Nr. 1–4, in der zweiten CD (ROP6156) sind die Coplas Sefardies Nr. 5–7 eingespielt, sowie Alberto Hemsis Kal Nidrey Op. 12, Arbaa Chirim (Vier Lieder) Op. 42, und Visions Bibliques Op. 48.1-3. Die dritte CD (ROP6157) umfasst Coplas Sefardies Nr. 8–10, sowie die Lieder Yom Gilah yavo, yavo Op. 17, Adonay Malakh (Psalm 93, ohne Opuszahl), und Fünf Lieder Op. 25. Eingespielt wurden die CDs vom israelischen Kantor Assaf Levitin, begleitet von Naaman Wagner am Klavier. Die Produktion findet in Kooperation mit dem Saarländischen Rundfunk statt und erscheint bei dem Label Rondeau Production.
Fast zeitgleich erschien der erste Teil einer Gesamteinspielung mit der israelischen Sängerin Tehila Nini Goldstein und dem Pianisten Jascha Nemtsov, die Aufnahme wird in Kooperation mit dem Rundfunk Berlin-Brandenburg, dem Label hänssler Classic und den ACHAVA Festspielen Thüringen produziert.

## Schriften
- Alberto Hemsi: Cancionero Sefardí (= Yuval Music Series 4), hrsg. von Edwin Seroussi, Jerusalem 1995